# Mercedes-Benz Classe GLK
O Classe GLK é um SUV/Utilitário esportivo de porte médio fabricado pela fabricante de automóveis alemã Mercedes-Benz. É menor do que os SUVs Classe GL e Classe ML.